# Luca Antonini
Luca Antonini (* 4. August 1982 in Mailand, Italien) ist ein ehemaliger italienischer Fußballspieler und heutiger Fußballtrainer. Hauptsächlich spielte er auf der Position des linken Außenverteidigers. Die meisten Pflichtspiele in seiner Karriere absolvierte er für die AC Mailand, mit welcher er 2011 die italienische Meisterschaft gewinnen konnte.

## Spielerkarriere

### Verein
Die Karriere von Antonini begann in seiner Heimatstadt in der Jugend der AC Mailand. Nach Leihen zur AC Prato und AC Ancona wechselte er im Sommer 2003 zu Sampdoria Genua. Mit Genua spielte er zwar im Dezember 2003 gegen die AC Perugia erstmals in der Serie A, aber insgesamt kam er in der Spielzeit 2003/04 nur dreimal in der Liga und viermal im Pokal zum Einsatz. In den kommenden Jahren folgten Leihen nach Modena, Pescara, Arezzo und Siena. In den Leihstationen durfte Antonini regelmäßig spielen und in der Saison 2006/07 etablierte er sich mit der AC Siena in der Serie A. Er absolvierte in dieser Spielzeit 32 von möglichen 38 Ligaspielen und wechselte daraufhin im Juli 2007 zum FC Empoli. Nach einem Jahr bei Empoli kehrte er im Sommer 2008 zur AC Mailand zurück. Bei seinem ehemaligen Jugendverein brauchte er ein Jahr, bis er ab Oktober 2009 regelmäßig in der Startelf der Mailänder stand. Es folgten mit dem Gewinn der italienischen Meisterschaft und dem italienischen Superpokal die zwei erfolgreichsten Jahre in der Karriere von Antonini. Nachdem er ab der Saison 2012/13 nur noch selten für Milan gespielt hatte, wechselte er Ende August 2013 zum CFC Genua. Nach zwei Jahren bei Genua folgte der Wechsel zu Ascoli Picchio in die Serie B. Nach einer kurzen Leihe zur AS Livorno beendete er bei der AC Prato im November 2016 seine Profikarriere.

### Nationalmannschaft
Antonini spielte wenige Länderspiele für die U17 und U18-Auswahl von Italien. Am 6. August 2010 wurde er von Cesare Prandelli in das Aufgebot der italienischen A-Nationalmannschaft für das Länderspiel gegen die Elfenbeinküste einberufen. Er kam dort aber nicht zum Einsatz und es folgte auch keine weitere Nominierung.

### Erfolge
AC Mailand
- Italienische Meisterschaft: 2010/11
- Italienischer Superpokalsieger: 2011/12
- Torneo di Viareggio: 1999 und 2001 (AC Mailand U19)

AC Prato
- Aufstieg in die Serie C1: 2001/02

## Trainerkarriere
Im September 2023 schloss sich Antonini dem Trainerteam der LaLiga Academy Dubai an. Ein Jahr später übernahm er das U17-Jugendteam des saudi-arabischen Fußballvereins al-Nassr FC.